# Istoria Veneticorum
Bei der Istoria Veneticorum des Chronisten Johannes Diaconus handelt es sich um eine der ältesten Geschichtsquellen Venedigs. Sie reicht vom 6. Jahrhundert bis zum Jahr 1008. Die um 1000 verfasste Chronik ist für die meisten Ereignisse der frühen Geschichte der Lagune von Venedig, bzw. der Republik Venedig, die einzige erzählende Quelle. Allerdings kann dem Verfasser nur der auf einer Handschrift des 11. Jahrhunderts basierende Text zugeschrieben werden, der die Zeit von 764 bis 1008 umfasst. Eine zweite Handschrift aus dem 13. Jahrhundert, die auch das Werk des Johannes Diaconus umfasst, liefert die davor liegenden Geschehnisse, die ein anonymer Autor verfasst hat, jedenfalls nicht Johannes Diaconus.

## Handschriften
Insgesamt acht Handschriften wurden für die jüngste Edition durch Luigi Andrea Berto herangezogen.

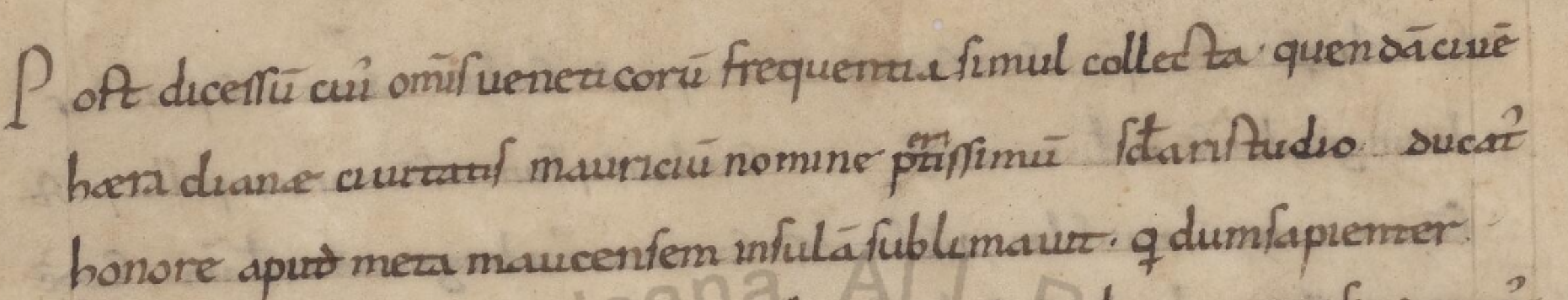
Die ersten drei Zeilen aus der vatikanischen Handschrift Urb.lat. 440 saec. xi, f. 9r: „Post dicessum cuius omnis Veneticorum frequentia simul collecta quendam civem Heraclianae civitatis, Mauricium nomine, peritissimum seculari studio, ducatus honore apud Metamaucensem insulam sublimavit. Qui dum sapienter“. Erst ab diesen Zeilen dürfte der Text von Johannes Diaconus stammen.

- Die älteste Handschrift befindet sich im Vatikan, genauer in der Vatikanischen Apostolischen Bibliothek, nämlich als Urb.lat. 440 saec. xi. Die Handschrift der ersten Hälfte des 11. Jahrhunderts entstand womöglich unter Aufsicht des Verfassers, später wurde sie in falscher Reihenfolge geordnet und neu gebunden, zudem kam es zu Blattverlusten. Die Istoria Veneticorum findet sich darin auf den folia 9r bis 38v. Die Handschrift gilt als diejenige, die die höchste Autorität beanspruchen kann; sie umfasst die Zeit zwischen 764 und 1008.[2]

- Vatikanstadt, Vatikanische Apostolische Bibliothek, Vat. lat. 5269, f. 1r–40v saec. xiii. Hier handelt es sich um ein Manuskript der ersten Hälfte des 13. Jahrhunderts, wohl eine Kopie der Urb.lat. 440. Ebenso wie diese Urb.lat. 440 saec. xi hatte sie sich im Besitz des Dogen Marco Foscarini befunden. Dabei reicht die hier behandelte Chronik von f. 1r bis 39v. Allerdings ist der ansonsten genau kopierte Text bis zu den Ereignissen des Jahres 764 selbstständig, so dass der Schreiber nicht nur als Kopist, sondern in diesen Passagen auch als Autor anzusprechen ist, wenn auch als Anonymus. Zwar wird ihr Inhalt in der Literatur gleichfalls Johannes Diaconus zugeschrieben (und damit ins frühe 11. Jahrhundert datiert), doch handelte es sich hierbei für die besagte Zeit um einen anderen Verfasser, eben des 13. Jahrhunderts, der nur die Vorlage ab dem Jahr 764 sorgsam kopiert hat.[3]
- Venedig, Biblioteca Nazionale Marciana, ms Lat. X, 141 (3451) saec. xv. Diese Handschrift wohl des 15. Jahrhunderts hatte sich einst in der Bibliothek des Apostolo Zeno befunden, war von dort in die Jesuitenbibliothek gelangt und befindet sich seit 1821 in der Marciana. Sie diente der Erstedition der Chronik durch Girolamo Zanetti 1765 als Hauptgrundlage.
- San Daniele del Friuli, Civica Biblioteca Guarneriana, ms. Guarn. 224, cod. Fontanini n° 224 saec. xvii. Handschrift des 17. Jahrhunderts.
- Venedig, Biblioteca Nazionale Marciana, Cod. Cicogna 1986 saec. xviii (18. Jahrhundert, aus der Sammlung des Emmanuele Antonio Cicogna)
- Venedig, Biblioteca Nazionale Marciana, Cod. Cicogna 3537 saec. xix. Handschrift des frühen 19. Jahrhunderts.
- Wien, Österreichische Nationalbibliothek, n. 6742; zwei Bände, 18. Jahrhundert. Sie wurde wohl schon von Tommaso Gar als „cod. CCVIII, n° 6742“ und „Cronica di Giovanni Sagornino dall’origine di Venezia all’anno 1008“ katalogisiert.

Zwei weitere Manuskripte befinden sich im Museo Correr, nämlich die n° 275 von Cicognas Liste, die 1753 durch Tommaso Temanza angelegt worden war, und die ebenfalls aus dem 18., vielleicht aber auch dem 19. Jahrhundert stammende n° 619. Bei letzterem handelt es sich um eine Kopie von der Hand Domenico Pellegrinis, die auf Veranlassung des Kaplans von San Rocco entstanden war. Weitere von verschiedenen Autoren genannte Manuskripte sind nicht mehr auffindbar.

## Abfassung durch Johannes Diaconus und einen Anonymus
Das Werk ist in den  Handschriften ohne den gängigen Titel und den Namen des Verfassers überliefert. Dabei erscheint es als Chronicon Venetum oder Chronica Veneta, weil es die Geschichte Venedigs bis 1008 erzählt. Da der Verfasser den Dogen Pietro II. Orseolo besonders genau schildert, nimmt man an, dass er in dessen Umkreis tätig war. Johannes Diaconus kannte darüber hinaus Otto III. persönlich und taucht vielfach als Gesandter auf. Er organisierte das geheime Treffen zwischen Otto und Pietro in Venedig und er erhielt zahlreiche Aufträge für Gesandtschaftsreisen von beiden Herrschern. Außerdem erscheint sein Name unter den Firmatoren der Verträge zwischen Venedig und Kaiser Otto. Am 16. November 1002 bezeichnete ihn Heinrich II. als Capellanus des Dogen. Die Wohlinformiertheit und die Nähe zum Dogen und zum Kaiser machen seine Urheberschaft an der Chronik so wahrscheinlich, dass diese Annahme allgemeine Zustimmung erlangt hat.
Der Name des Verfassers erscheint nirgendwo in der Chronik. Lange wurde sie einem Giovanni Sagornino zugeschrieben, weshalb sie als Sagornina bekannt war. Dies geht darauf zurück, dass in zwei Handschriften, nämlich der Urb.lat. 440 saec. xi und der Marciano Lat. X, 141 (3451) neben dem Namen Iohannes Sagornino sich ein „Nomen auctoris“ und ein „Ioannes Sagornino huius libelli auctor“ fand. Doch war dies einfach mitkopiert worden, wie sich herausstellte.
Wie bereits dargestellt, schrieb im 13. Jahrhundert ein unbekannter Verfasser die Chronik sorgfältig ab, machte aber eigenständige Ergänzungen für die Zeit vor 764. Somit stammt die Darstellung dieser frühen Zeit keineswegs aus der Feder des Johannes Diaconus, sondern entstand mehr als zwei Jahrhunderte später.

## Editionsgeschichte, Übersetzung
Emmanuele Antonio Cicogna schreibt, dass im Jahr 1753 Tommaso Temanza den codex Zeniano (Marc. Lat. X, 141) abgeschrieben habe, um ihn zu edieren. Doch erst 1765 gelang es Girolamo Francesco Zanetti, das Werk unter dem Titel Cronaca veneziana antichissima attribuita a Giovanni Sagornino auf derselben Grundlage herauszugeben. Die Ausgabe galt allerdings schon früh als wissenschaftlich unzuverlässig. Auch weitere Versuche durch Domenico Maria Pellegrini (1737–1820) und Giammaria Maggioni waren wenig erfolgreich.
Erst Georg Heinrich Pertz brachte die Chronik unter dem Titel Ioannis Diaconi, Chronicon venetum et gradense im Rahmen der Monumenta Germaniae Historica heraus, worin er allerdings das Chronicon gradense gleichfalls dem Werk des Johannes Diaconus hinzugesellte, da es sich im selben Codex fand. Immerhin war so eine erste kritische Edition gelungen.
Giovanni Monticolo trennte endlich das Chronicon Gradense von der Chronik des Johannes Diaconus ab, die Neuedition erschien als Cronaca veneziana in der Reihe Cronache veneziane antichissme. Erst diese Edition galt als zuverlässig und gelungen.
Mario De Biasi brachte 1986 und 1988 eine zweibändige italienische Übersetzung unter dem Titel Cronaca veneziana di Giovanni diacono heraus. Zwar waren die Kommentare vielschichtig, die Übersetzung gelungen, doch fehlte nun der lateinische Text des Originals.
1999 erschien durch Luigi Andrea Berto eine zweisprachige Neuedition, das heißt auf Italienisch und Latein. Das Werk bietet eine konzise einführende Studie und es basiert auf den beiden ältesten Handschriften.

## Themen der Chronik
Die (anonyme) Chronik setzt mit allgemeinen Angaben zu Venetien und dann den Langobarden ein. Sie berichtet über das Ende des Ostgotenreiches und über den oströmischen Feldherrn Narses, den Einfall der Langobarden (568) und die Gründung Venedigs. Dabei bezog der unbekannte Verfasser einen Teil seiner Einsichten aus dem Chronicon Altinate, der Chronica de singulis patriarchis Nove Aquileie, der Langobardengeschichte des Paulus Diaconus. Dann folgt eine Aufzählung der Inseln in der Lagune von Venedig, eine Geschichte Ostroms und Italiens, wobei Bruchstücke aus dem Chronicon Gradense und der Chronica de singulis patriarchis Nove Aquileie eingeflochten wurden. Der Tod von Papst Gelasius I. an der pestis inguinaria leitet zu Gregor II. über, ein Abschnitt, der wiederum aus Paulus Diaconus und den Viten Bonifatius’ III. und Bonifatius’ IV. gespeist wird. Der nachfolgende Bericht ist fast vollständig Beda Venerabilis und Paulus Diaconus entlehnt. Hinzu kommen Briefe (auf S. 85 ein Brief der Kaiser Philippicus und Anastasios II. an Papst Konstantin I., auf S. 95 f. ein Brief Gregors II. oder des III. an Patriarch Antoninus von Grado, der wörtlich zitiert wird, S. 96 f., einer desselben Papstes an Serenus von Aquileia).
Mit dem Amtsantritt des Dogen Mauricius im Jahr 764 wird die Geschichtserzählung breiter, bezieht sich aber weiterhin auf Venedig. Die Quellen, aus denen nun nicht mehr jener Anonymus des 13. Jahrhunderts, sondern Johannes Diaconus um 1000 schöpft, ließen sich nicht klären. Vermutet wurde eine Nähe zu den fränkischen Quellen, als gesichert gelten aber eher venezianische Quellen, etwa das erweiterte Privileg Ottos II. für Vitale Candiano (zwischen September 979 und November 980 (I, 43)), dann ein Edikt Ottos III., wohl von Juni 996 (I, 153) oder das Edikt von Rialto (zwischen Mai 995 und März 996 (I, 151)) sowie dessen Widerrufung im April 996. Auch Briefe der Päpste Gregor II. und III. waren Johannes wahrscheinlich bekannt. Insgesamt aber fußte das Werk sehr viel stärker auf persönlichen Erfahrungen und Befragungen als auf Schriftquellen, die wir jedenfalls nicht kennen. Auch dies steht in starkem Kontrast zum Teil der Chronik, der aus dem 13. Jahrhundert stammt, und der inhaltlich im Jahr 764 endet.
Bei Johannes wird Karl der Große nur genannt, der Patriarch Paulinus wird gar nicht erwähnt. Ausführlicher hingegen werden die Streitigkeiten der Patriarchen geschildert, ebenso wie ein Sieg über König Pippin, den zweiten Sohn Karls, der im Jahr 810 die Lagunenstädte angriff. Vielfach annalistisch wird nur die oströmisch-byzantinische Geschichte berührt. Neben der sehr viel eingehender geschilderten Geschichte Venedigs werden auch die Verhältnisse bei den Ungarn und Slawen (Kroaten), Normannen und Sarazenen geschildert. Inkarnationsjahre erscheinen dabei höchst selten, vielfach erscheint gar keine Datierung. Die Franken werden nur dann erwähnt, wenn sich eine Involvierung der lokalen Potentaten ergibt, wie im Falle des Petrus von Grado, der mit dem Zug Karls des Kahlen zur Kaiserkrönung nach Italien 875 in Zusammenhang gebracht wird.
Die römisch-deutschen Reichsverhältnisse kommen erst in den Fokus, als Otto II. die Schlacht bei Crotone 982 verliert, wobei Johannes‘ Darstellung von derjenigen Thietmars und Alperts von Metz († 1024) abweicht.
Mit der Herrschaft Ottos III. wird die Erzählung lebhafter und facettenreicher, was als Hinweis darauf gilt, dass sie in die Lebenszeit des Verfassers fällt. Wahrscheinlich wurde das Werk nicht vollendet, denn seinen Abschluss bildet die Charakterisierung des jungen Patriarchen Ursus von Grado und die Renovierung der dortigen Marienkirche (Santa Maria delle Grazie).

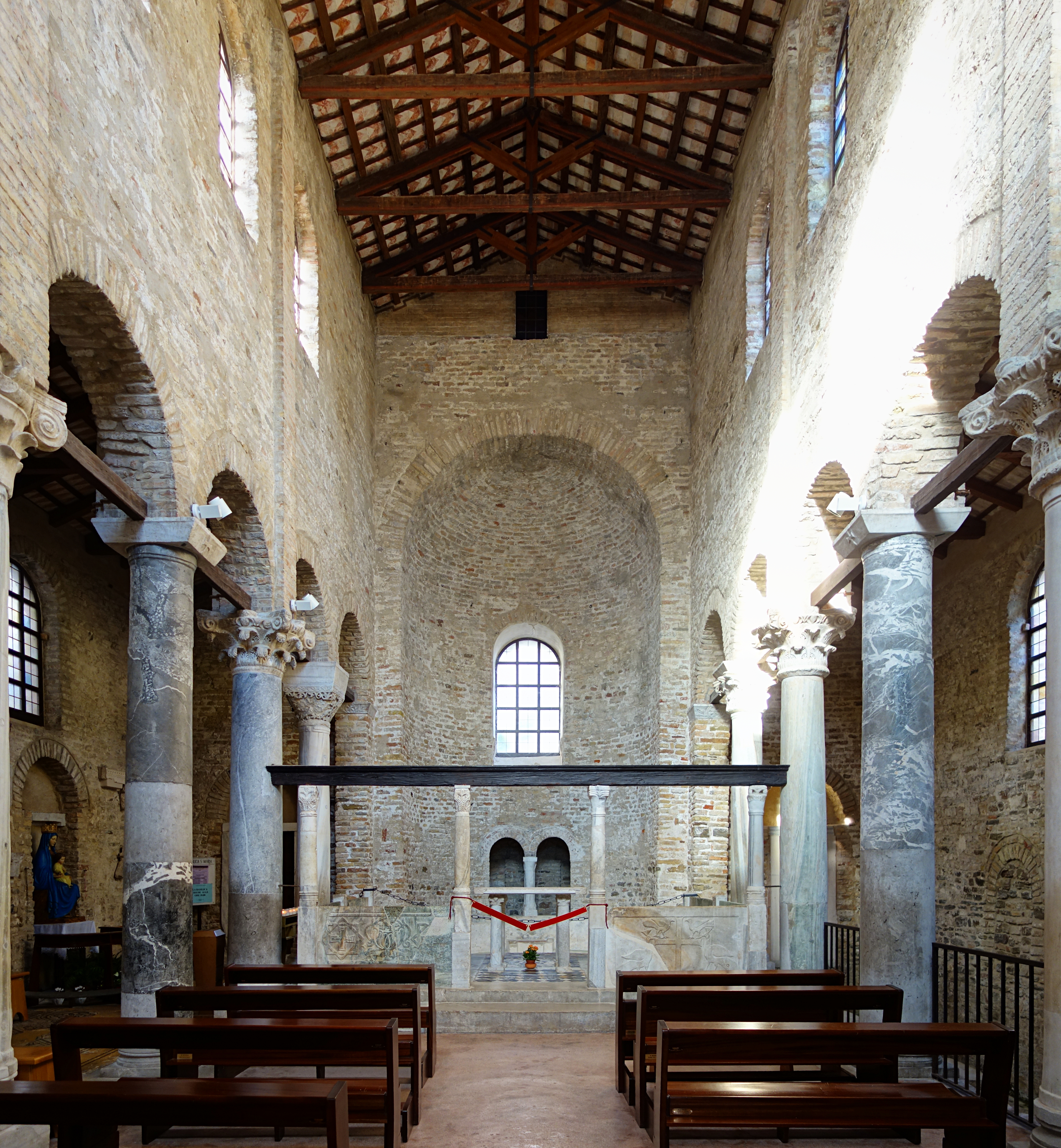
Innenraum der Kirche Santa Maria delle Grazie in Grado

## Rezeption im Mittelalter
Die lange als Einheit betrachtete Chronik fand partiell Eingang in den Annalista Saxo, die Chronik des Andrea Dandolo und die Libri de vitis patriarcharum Aquilegensium. Allerdings wurde in der Forschung bislang nicht berücksichtigt, dass die bisher als Einheit betrachtete Istoria Veneticorum nur in ihrem späteren, ab 764 einsetzenden Teil in das Hochmittelalter gewirkt haben kann, während die früheren Abschnitte, die von einem Verfasser des 13. Jahrhunderts stammen, naturgemäß erst ab dieser Zeit auf die historische Überlieferung eingewirkt haben können.

## Editionen
- Girolamo Francesco Zanetti (Hrsg.): Chronicon Venetum omnium quae circum feruntur vetustissimum, et Johanni Sagornino vulgo tributum e mss. codice Apostoli Zeno v. cl., Venedig 1765 (das Werk wurde lange als „Sagornina“ bezeichnet). (Digitalisat)
- Georg Heinrich Pertz (Hrsg.): Chronicon Venetum (=Monumenta Germaniae Historica, Scriptores, 7), Hannover 1846, S. 1–38. (Digitalisat)
- La cronaca veneziana del diacono Giovanni, in: Giovanni Monticolo (Hrsg.): Cronache veneziane antichissime (= Fonti per la storia d'Italia [Medio Evo], IX), Rom 1890, S. 59–171. (Digitalisat, PDF)
- Mario Di Biasi (Hrsg.): La cronaca veneziana di Giovanni Diacono. Versione e commento del testo, 2 Bände, Ateneo Veneto, Venedig 1986 und 1988.
- Luigi Andrea Berto (Hrsg.): Giovanni Diacono, Istoria Veneticorum (=Fonti per la Storia dell’Italia medievale. Storici italiani dal Cinquecento al Millecinquecento ad uso delle scuole, 2), Zanichelli, Bologna 1999 (auf Berto basierende Textedition im Archivio della Latinità Italiana del Medioevo (ALIM) der Universität Siena, auch bei archive.org in der Version vom 26. September 2022).